# Francis Assisi Chullikatt
Francis Assisi Chullikatt (Bolghatty, Kochi, Indija, 20. ožujka 1953.) biskup je Katoličke crkve i apostolski nuncij u Bosni i Hercegovini i Crnoj Gori od 1. listopada 2022. godine. Prethodno je bio apostolski nuncij u Iraku i Jordanu (2006.-2010.), stalni promatrač Svete Stolice pri Ujedinjenim nacijama (2010.-2014.) te nuncij u Kazahstanu, Tadžikistanu i Kirgistanu (2016.-2022.).

## Ranije godine
Chullikatt je rođen 1953. u Bolghattyju, Kochi, Indija. Inkardiniran je u biskupiju Verapoly gdje je 3. lipnja 1978. zaređen za svećenika. Nastavio je studij i doktorirao kanonsko pravo. Govori engleski, talijanski, francuski i španjolski. U diplomatsku službu Svete Stolice stupio je 15. srpnja 1988. godine. Služio je u Papinskim predstavništvima u Hondurasu, u raznim zemljama južne Afrike, na Filipinima, u Ujedinjenim nacijama u New Yorku od 2000. do 2004., gdje je služio kao savjetnik u Misiji Svete Stolice pri Ujedinjenim narodima i, konačno, u Državnom tajništvu u Vatikanu.

## Nuncij u Iraku i Jordanu
Papa Benedikt imenovao ga je apostolskim nuncijem u Iraku i Jordanu i naslovnim nadbiskupom Ostre 29. travnja 2006. nakon što je više godina služio kao savjetnik nuncijature. Za svoje biskupsko geslo uzeo je Fidei in Virtute ili "Snagom vjere".
U ožujku 2010. Chullikatt je rekao da bi "svaki pokušaj smanjenja prisutnosti kršćana ili još gore, uništavanja prisutnosti kršćana u Iraku značio uništavanje povijesti iračke nacije." Napomenuo je da su sve kršćanske Crkve i kršćanski poglavari u zemlji uključeni u međureligijski dijalog i u stalnom kontaktu s muslimanskim poglavarima. Chullikatt je rekao da je međunarodna solidarnost ključna za opstanak iračkih manjina, "osobito kršćana koji su najviše izloženi vrsti nasilja koje se sada događa, posebice u Mosulu".
U srpnju 2011. u Kansas Cityju je u govoru o nuklearnom razoružanju rekao: "Jednostavna istina o uporabi nuklearnog oružja je - budući da je to oružje za masovno uništenje - da ono ne može poštivati temeljna pravila međunarodnog humanitarnog prava koja zabranjuju nanošenje neselektivnog i nesrazmjerna šteta. Niti njihova uporaba može zadovoljiti rigorozne standarde moralne procjene upotrebe sile ... Gledano iz pravne, političke, sigurnosne i ponajviše moralne perspektive, nema opravdanja za daljnje održavanje nuklearnog oružja." 

## Stalni promatrač Svete Stolice pri UN-u
Papa Benedikt XVI. 17. srpnja 2010. imenovao je Chullikatta stalnim promatračem Svete Stolice pri Ujedinjenim narodima, čime je postao prvi ne-Talijan na toj dužnosti. Također je imenovan stalnim promatračem Svete Stolice pri Organizaciji američkih država.
U studenom 2012. Chullikatt je pozdravio glasovanje Opće skupštine kojim je većinom odobreno da Palestina postane država promatrač nečlanica Ujedinjenih nacija. U siječnju 2014. Chullikatt je govorio pred Pododborom za vanjske poslove Predstavničkog doma Sjedinjenih Država o Africi, globalnom zdravlju, globalnim ljudskim pravima i međunarodnim organizacijama. 
Chullikatt je u travnju pohvalio UN-ov plan za iskorjenjivanje siromaštva. U iskorjenjivanju siromaštva "ne trebamo ponovno izmišljati kotač", rekao je Chullikatt u izjavi od 31. ožujka. „Postavljanje razvojne agende za sljedećih 15 godina snažna je gesta međugeneracijske solidarnosti. Budućnost koju želimo postaje, dakle, budućnost koju želimo za našu djecu i djecu naše djece”, rekao je.
Tijekom obavljanja ove službe stalnog promatrača pri UN-u, više zaposlenika misije Svete Stolice pri UN-u prijavili su ga Vatikanu za potplaćenost i nekorektan odnos, a tek 11. ožujka 2019. na portalu Crux Now izašao je tekst pod naslovom: "Mandat bivšeg promatrača pri UN-u opisan je kao 'horor priča' za osoblje". Dana 1. srpnja 2014. Chullikatt je dao ostavku na svoje mjesto stalnog promatrača Svete Stolice pri UN-u bez primanja drugog zadatka. Proveo je semestar kao stipendist na Harvard Divinity School.

## Nuncij u Kazahstanu, Tadžikistanu i Kirgistanu
Apostolskim nuncijem u Kazahstanu i Tadžikistanu imenovan je 30. travnja 2016. Također je imenovan nuncijem u Kirgistanu 24. lipnja 2016.

## Nuncij u BiH i Crnoj Gori
Papa Franjo imenovao ga je 1. listopada 2022. apostolskim nuncijem u Bosni i Hercegovini i Crnoj Gori.